# QIF
QIF (аббревиатура от англ. Quicken Interchange Format, МФА /kjuːaɪɛf/ или /kɪf/) — открытая спецификация для записи финансовых данных в виде файла. Типичный QIF файл имеет следующую структуру:

!Type:type identifier string

[single character line code]Literal String Data

^

[single character line code]Literal String Data

^

Каждая запись заканчивается символом ^. Все данные в файле хранятся в виде ASCII строк, что позволяет просматривать и редактировать файл любым текстовым редактором. QIF формат появился раньше другого распространённого формата OFX. Многие системы управления личными финансами, такие как GnuCash, Microsoft Money и Intuit's Quicken (версии раньше версии 2006 года) могут импортировать данные из этого формата.